# Zala (Železniki, Slovenija)
Zala je naselje u slovenskoj Općini Železniku. Zala se nalazi u pokrajini Gorenjskoj i statističkoj regiji Gorenjskoj. 

## Stanovništvo
Prema popisu stanovništva iz 2002. godine naselje je imalo 0 stanovnika.